# Топчійсько
Топчі́йсько (болг. Топчийско) — село в Бургаській області Болгарії. Входить до складу общини Руєн.

## Населення
За даними перепису населення 2011 року у селі проживали 905 осіб, з них 900 осіб (99,8%) — турки.
Розподіл населення за віком у 2011 році:
Динаміка населення: